# José Pablo López Sánchez
José Pablo López Sánchez (Sayalonga, Málaga, 15 de mayo de 1977) es un periodista español.

## Biografía
Licenciado en Periodismo por la Universidad CEU San Pablo y en Derecho por la Facultad de Derecho (Universidad Complutense de Madrid) y Titulado del Programa Superior en Práctica Jurídica del Instituto de Empresa. Tras licenciarse, fue socio en Écija Abogados, donde lideró la práctica de derecho procesal. 

### Inicios en televisión
Después, fue director de Asesoría Jurídica y adjunto a la Dirección General de GIA La Sexta entre 2005 y octubre de 2010. Durante los cinco años que estuvo en La Sexta, participó en el proceso de desarrollo, lanzamiento y afianzamiento de la cadena, así como del lanzamiento de La Sexta 2 y La Sexta 3. 
Posteriormente, el 1 de noviembre de 2010 fue designado nuevo director general de 13TV hasta diciembre de 2016, participando en el lanzamiento y consolidación de la cadena.

### RTV Madrid
En noviembre de 2016 fue propuesto por el Consejo de Administración de Radio Televisión Madrid como director general de la compañía a la Asamblea de Madrid tras el correspondiente concurso público previsto en la Ley 8/2015, de 28 de diciembre, de Radio Televisión Madrid.Su designación fue
ratificada por el pleno de la Asamblea en enero de 2017, siendo el primer dirigente de la corporación elegido por concurso público y por consenso entre los partidos políticos de la Asamblea, en un intento por garantizar la profesionalización e independencia de la radiotelevisión pública madrileña, tomando posesión del cargo el 22 de febrero de 2017. Al mismo tiempo fue presidente de FORTA entre julio de 2020 y enero de 2021.
Durante su etapa en RTVM, José Pablo López lideró un proceso de renovación tecnológica y editorial, apostando por la modernización de Telemadrid y Onda Madrid, recuperando los estudios del Centro de Producción de Ciudad de la Imagen. Su gestión se centró en recuperar la audiencia perdida, recuperando programas emblemáticos como Madrid directo y Buenos días, Madrid y diversificando la oferta informativa y de entretenimiento, aumentando las horas de directo en Telemadrid, desde las 07:00 de la mañana a las 22:30. Uno de los pilares de su mandato fue el compromiso con la neutralidad informativa, tras años de críticas a la politización de la cadena. Este enfoque fue reconocido en ciertos sectores, aunque también generó controversias entre diferentes partidos políticos. Bajo su dirección, Telemadrid experimentó una ligera recuperación de audiencia, aunque sin alcanzar niveles de competitividad significativos frente a las cadenas privadas. Asimismo, implementó una gestión presupuestaria ajustada, en línea con las restricciones económicas impuestas por el Gobierno de la Comunidad de Madrid. Su destitución el 16 de julio de 2021, tras la llegada de un nuevo gobierno regional, generó un debate sobre la independencia de los medios públicos, al considerarse una decisión con tintes políticos.

### RTV Española
Entre el 4 de mayo de 2022 y el 26 de marzo de 2024 es director de Contenidos Generales de RTVE, supervisando todos los contenidos no informativos de la Corporación, tanto en TVE como en RNE y RTVE Play. Su rol incluyó la gestión de las adjudicaciones para animación, ficción y documentales, así como la coordinación de eventos clave como el Benidorm Fest 2023 y Benidorm Fest 2024, y la participación de RTVE en los festivales de Eurovisión y Eurovisión Junior durante esos años. Durante su gestión, uno de los mayores logros fue mejorar la audiencia de La 1, logrando recuperar su posición como la segunda cadena más vista en España tras varios años de caídas. También promovió la renovación del espacio matutino La hora de La 1 y el lanzamiento de Mañaneros en el Área de Magazines y Actualidad de TVE. En el Área de Cine y Ficción, su trabajo revitalizó el catálogo de series de la cadena con títulos como La Moderna y La ley del mar, posicionando a RTVE como un actor clave en la producción nacional. Además, redefinió el Área de Entretenimiento con programas como La revuelta, que se convirtió en líder de audiencia en su franja horaria, junto a la recuperación de los históricos Cifras y letras y Grand Prix. También fue responsable del impulso de RTVE Play y del lanzamiento de RNE Audio, ampliando la oferta de contenidos de la radio pública. El 26 de marzo de 2024 fue cesado por el Consejo de Administración de RTVE con los votos de Elena Sánchez —presidenta interina de RTVE— (PSOE), José Manuel Martín Medem (Sumar) y de Carmen Sastre, Jenaro Castro y Consuelo Aparicio (PP), por las fuertes discrepancias de Sánchez y López sobre el modelo que tienen ambos de lo que debe ser una radiotelevisión pública. Veinticinco minutos después de ser cesado López, Sánchez era cesada por el Consejo.

### Consejero y presidente
El 5 de noviembre de 2024 forma parte del listado de candidatos a consejero del Consejo de Administración de RTVE, siendo elegido consejero en segunda vuelta por el Congreso de los Diputados el 14 de noviembre de 2024y catorce días después, presidente por esta misma Cámara en segunda vuelta,tomando posesión de su cargo el 2 de diciembre de 2024 junto con el resto de consejeros en el Congreso de los Diputados.
Unas de su primeras decisiones es nombrar a Sergio Calderón Director de TVE y a Jon Ariztimuño como Director de Informativos de TVE
Durante su presidencia en RTVE hizo que La 1,  durante junio, julio y agosto de 2024 fuera líder de audiencias que no era desde el año 2012. También incorporó programas de entretenimiento en la televisión pública como  The Floor, That's my jam: Que el ritmo no pare, La familia de la tele, Futuro imperfecto o Malas lenguas.
También compra el mundial de futbol de   Canadá, Estados Unidos y México 2026 y  adquirió  los derechos de emisión de la selección española masculina de fútbol entre los años 2026 a 2028, que incluye los partidos de la UEFA Nations League, la clasificación para la Eurocopa 2028 y otros 20 partidos de las selecciones nacionales europeas.
En 2025  se   anunció la creación de un canal exclusivo para Cataluña que emitiría íntegramente en idioma catalán, fruto del acuerdo de investidura del gobierno de Pedro Sánchez con la formación catalana Junts. El 11 de septiembre de 2025 está previsto el comienzo de emisiones de 2Cat, un canal dirigido por Oriol Nolis y que asumiría parte de los espacios hasta entonces ofrecidos por La 2, mientras que el segundo canal se mantendría como señal nacional con desconexiones.
En julio  de 2025 anuncia la remodelación de los  Telediarios y la incorporación de Pepa Bueno y Lourdes Maldonado.
En agosto de 2025  nombra a Felipe del Campo como director de Teledeporte y anuncia una restructuración del canal. También ese mismo mes anuncia  la intención de recuperar los informativos de La 2  pero no con el nombre de La 2 noticias .